# Mecistocephalus togensis
Mecistocephalus togensis är en mångfotingart som först beskrevs av Cook 1896.  Mecistocephalus togensis ingår i släktet Mecistocephalus och familjen storhuvudjordkrypare.
Artens utbredningsområde är Togo. Inga underarter finns listade i Catalogue of Life.